# Рассказова, Евгения Владимировна
Евге́ния Влади́мировна Расска́зова (род. 23 марта 1979, Новосибирск) — российская эстрадная певица, писатель, телеведущая.

## Биография
Родилась в Новосибирске, в том же году переехала в Челябинск. 8 лет пела в хоровой студии «Мечта». В 1996—2001 училась в Южно-Уральском государственном университете.
В 2001 стала обладателем первой премии шестого оренбургского фестиваля молодых исполнителей эстрадной песни «Встреча-2001».
В том же году переехала в Москву, полгода пела в проекте «Наши песни» Юрия Гарина, стала дипломантом 25-го Ильменского и 28-го Грушинского фестивалей авторской песни.
В 2001—2003 пела в клубах, работала ведущей детских и взрослых мероприятий и концертов, выступала с театром двойников, солировала в шоу-группе «Подруги». В 2003 году участвовала в телевизионном проекте «Фабрика звёзд».
В 2007 вышел альбом «Пpolife».
Первый роман Рассказовой под названием «ПроLIFE. Как лечь звездой» стал бестселлером. 

В 2008 выпущен следующий роман: «Худеющая или Желаниям вопреки…».

2009—2010 Телеведущая авторской программы на телеканале Столица.

В 2010 выпущен мистический роман: «Внутри неё».

В 2010 — Участница Российского Евровидения.

2011 — Лауреат конкурса «Весна романса» БКЗ Октябрьский Санкт-Петербург.
В 2014 году принимала участие в телевизионной программе «Давай поженимся».
В 2020 году защитила магистерскую диссертацию как педагог-психолог.
В настоящее время Евгения не только принимает участие в концертах, но и преподаёт вокал и технику речи.

## Дискография
- ПpoLife (2007)
- ProЛюбила (2009)
- Васильки (2016)